# Titularbistum Midaëum
Midaëum (ital.: Mideo) ist ein Titularbistum der römisch-katholischen Kirche. 
Es geht zurück auf ein früheres Bistum der antiken Stadt Midaeion in der kleinasiatischen Landschaft Phrygien im Westen der heutigen Türkei, das der Kirchenprovinz Synnada in Phrygia angehörte.
| Titularbischöfe von Midaëum |                             |                                                                             |                   |                 |
| Nr.                         | Name                        | Amt                                                                         | von               | bis             |
| 1                           | Rosario L. Brodeur          | Koadjutorbischof von Alexandria in Ontario (Kanada)                         | 24. Mai 1941      | 27. Juli 1941   |
| 2                           | Jean-Liévin-Joseph Sion MEP | Apostolischer Vikar von Kontum (Französisch-Indochina/Annam, heute Vietnam) | 23. Dezember 1941 | 19. August 1951 |
| 3                           | Ernesto Çoba                | Apostolischer Administrator von Shkodra (Albanien)                          | 21. Januar 1952   | 15. April 1979  |